# Darren Mattocks
Darren Mattocks (Portmore, 1990. szeptember 2. –) válogatott jamaicai labdarúgó, csatár.

## Pályafutása

### Klubcsapatban
2012–2016 között a kanadai Vancouver Whitecaps, 2016–17-ben az amerikai Portland Timbers, 2017–18-ban a D.C. United, 2019-ben az FC Cincinnati, 2021-ben a szudáni Al-Merrikh labdarúgója volt. 2021-ben az amerikai Phoenix Rising csapatában fejezte be az aktív játékot.

### A válogatottban
2012–2019 között 50 alkalommal szerepelt a jamaicai válogatottban és 18 gólt szerzett.